# Desa Ketangi (administrativ by i Indonesien, lat -7,80, long 110,01)
Desa Ketangi är en administrativ by i Indonesien.   Den ligger i provinsen Jawa Tengah, i den västra delen av landet, 400 km sydost om huvudstaden Jakarta.